# Thành Khôn
Thành Khôn (tiếng Trung: 誠堃; 1886 – 1929) là một hoàng thân của nhà Thanh trong lịch sử Trung Quốc, người thừa kế 1 trong 12 tước vị Thiết mạo tử vương.

## Cuộc đời
Thành Khôn sinh vào giờ Thìn, ngày 24 tháng 8 (âm lịch) năm Quang Tự thứ 12 (1886), trong gia tộc Ái Tân Giác La. Ông là con trai trưởng của Dụ Định (裕定) - con trai trưởng của Toàn Xương (全昌) - em trai của Lễ Thận Thân vương Toàn Linh. Mẹ ông là Thứ thiếp Lương thị (梁氏).
Năm Dân Quốc thứ 6 (1917), tháng giêng, Lễ Đôn Thân vương Thành Hậu qua đời mà không có con nối dõi, nên ông được cho làm con thừa tự của Lễ Khác Thân vương Thế Đạc và được thế tập tước vị Lễ Thân vương đời thứ 14. Năm thứ 18 (1929), ngày 7 tháng 4 (âm lịch), ông qua đời, thọ 44 tuổi.

## Gia quyến

### Thê thiếp
- Nguyên phối: Đông Giai thị (佟佳氏), con gái của Giang Ninh Tướng quân Vĩnh Long (永隆).
- Kế thất: Đông Giai thị (佟佳氏), con gái của Huệ Anh (惠英).
- Tam kế thất: Bác Nhĩ Tế Cát Đặc thị (博爾濟吉特氏), con gái của Đức Lập Khắc Phổ Nhĩ Lai (德立克普爾來).
- Thứ thiếp: Trương thị (張氏), con gái của Trương Lạc Chấn (張洛振).

### Con trai
1. Tuấn Giai (濬楷; 1918 - ?), mẹ là Thứ thiếp Trương thị. Năm 1926 được cho làm cháu thừa tự của Dụ Định (裕定) - tức ông nội của ông.
2. Tuấn Minh (濬銘; 1918 - ?), mẹ là Đích Phúc tấn Đông Giai thị. Năm 1929 được cho làm con thừa tự của Lễ Đôn Thân vương Thành Hậu (誠厚) và được thế tập tước vị Lễ Thân vương.
3. Tuấn Viên (濬垣; 1922 – 1922), mẹ là Tam Kế Phúc tấn Bác Nhĩ Tế Cát Đặc thị. Chết yểu.